# Brian Banda
Brian Banda (Zimbabue; 9 de septiembre de 1995 - Bulawayo, Zimbabue; 29 de junio de 2025) fue un futbolista zimbabuense que jugó en las posiciones de centrocampista y mediapunta.

## Carrera

### Club
| Periodo   | Club           |
| --------- | -------------- |
| 2016-2020 | Highlanders FC |
| 2021-2025 | FC Platinum    |

### Selección nacional
Debutó con Zimbabue el 7 de julio de 2021 en el empate 0-0 ante Mozambique por la Copa COSAFA 2021 donde fue amonestado. Jugó nueve partidos internacionales, siendo su último partido internacional el 2 de noviembre de 2024 en la derrota por 0-1 ante Suazilandia por la clasificación para el Campeonato Africano de Naciones de 2024.

## Muerte
Brian Banda murió el 29 de junio de 2025 a los 29 años luego de sufrir un accidente automovilístico en la autopista que comunica a las ciudades de Zvishavane y Bulawayo. En el accidente murieron otras dos personas.

## Logros
- Liga Premier de Zimbabue (1): 2021/22
- Copa de Zimbabue (1): 2018